# Organismos Anasyngkrotisis Epichiriseon
Organismos Anasyngkrotisis Epicheiriseon (Οργανισμός Ανασυγκρότησης Επιχειρήσεων, Ο.Α.Ε., dt.: Agentur für Unternehmenssanierung) war eine Aktiengesellschaft (Ανώνυμη Εταιρεία, Anonymi Eteria, A.E.=SA) deren einziger Eigentümer der griechische Staat war. Die Gesellschaft bestand von 1983 bis 2002.

## Gründung
Die Gesellschaft wurde per Gesetz am 8. August 1983 (unter der Regierung von Andreas Papandreou) vom damaligen Regierungs-Minister Menios Koutsoiorgas, dem Finanzminister Dimitrios Koulourianos und dem Minister für Volkswirtschaft, Gerasimos Arsenis, gegründet.

## Aufgabe und Ziele
Ihre Aufgabe war die finanzielle Sanierung überschuldeter Industrie- und Handelsunternehmen. Damit eine Firma in die Organisation aufgenommen werden konnte, musste er eine oder mehrere der folgenden Bedingungen erfüllen:
- er hatte seinen Betrieb aus finanziellen Gründen ausgesetzt oder eingestellt
- er befand sich in Zahlungseinstellung
- er war in Konkurs gegangen, oder unter Gläubigerverwaltung oder vorläufige Verwaltung oder Liquidation jeglicher Art gestellt worden
- die Summe der Schulden beträgt das Fünffache der Summe des Gesellschaftskapitals und der Reserven und eine eindeutige Unfähigkeit zur Begleichung der Schulden wurde dargelegt
- der Betrieb ist für die Landesverteidigung von Interesse oder für die Ausbeutung der volkseigenen Bodenschätze von entscheidender Bedeutung
- der Betrieb unterwirft sich den gesetzlichen Bestimmungen.[3]

Von Zeit zu Zeit durchliefen einige der bekanntesten Namen der Schwerindustrie Griechenlands die Übernahme durch die Gesellschaft. Zum Beispiel AGET Heraklis (Ηρακλής Α.Γ.Ε.Τ., ΑΓΕΤ Ηρακλής), die Athinaïki Chartopiia (Αθηναϊκή Χαρτοποιία - Athener Papierfabrik), Piräus Patraiki (Πειραϊκή Πατραϊκή), die Werften von Skaramanga (Ελληνικά Ναυπηγεία Σκαραμαγκά), Elefsina (Ελευσίνας), Neorio Syros (Νεωρίος Σύρος), FIX (ΦΙΞ), Tria Epsilon (Τρία Εψιλον), Kerafina (Κεραφίνα), MEL (ΜΕΛ), PYRKAL (ΠΥΡΚΑΛ), Makedonikoi Leukolithi (Μακεδονικοί Λευκόλιθοι) und eine Reihe weiterer überschuldeter Unternehmen, die daraufhin umstrukturiert wurden.

## Allmähliche Auflösung
Im Jahr 1990 wurde mit der Verabschiedung des Gesetzes 1882/90 (Ν. 1882/90) die Aufnahme neuer Unternehmen in die O.A.E. eingestellt. Die Geschäftstätigkeit erstreckte sich von da an nur noch auf Firmen, die der Gesellschaft bis dahin unterstellt waren. Im Mai 2000 wurde die Liquidation mit National Capital SA als Liquidator eingeleitet, wodurch die Liquidationsperiode (24 Monate) endete und alle Vermögenswerte an den griechischen Staat übertragen wurden.
Am 22. August 2002 gab der stellvertretende Entwicklungsminister Alexandros Kalafatis (Αλέξανδρος Καλαφάτης) die endgültige Einstellung des Betriebs bekannt.